# Marsassoum
Marsassoum ist eine kleine Stadt im Süden Senegals. Sie liegt im Département Sédhiou der Region Sédhiou.

## Geographische Lage
Marsassoum liegt im Zentrum der Casamance in einer Höhe von 7 m am linken Ufer des Soungrougrou, einem rechten nördlichen Nebenfluss des Casamance-Flusses. Nach Westen sind es 33 km bis Bignona, nach Südwesten 63 km bis Ziguinchor und nach Osten 53 km bis Sédhiou.

## Geschichte
Das Dorf Marsassoum erlangte 1990 den Status einer Commune (Stadt). Bis zum Jahre 2008 war Marsassoum Teil der Region Kolda und gehört seitdem zur neu gegründeten Region Sédhiou.

## Bevölkerung
Die letzten Volkszählungen ergaben jeweils folgende Einwohnerzahlen:
| Jahr | Einwohner |
| ---- | --------- |
| 1988 | …         |
| 2002 | 6410      |
| 2013 | 7029      |

Nach der Volkszählung von 2002 verteilten sich die 6410 Einwohner auf 685 Haushalte. 90 Prozent der Bevölkerung sind Mandinka.

## Religion
In der Gemeinde gibt es eine Kirche und eine kleine katholische Mission. 95 Prozent der Bevölkerung sind Muslime.

## Politik
Der Bürgermeister ist Alassane Ndiaye. Er wurde 2009 gewählt, seine Wahlperiode endet 2014.

## Verkehr
Marsassoum wird durch die isolierte Lage zwischen den Unterläufen von Casamance-Fluss und Soungrougrou nicht von dem Fernstraßennetz in Senegal erschlossen. Eine Verbindung nach Osten zur Départementspräfektur Sédhiou bietet einzig die 54 Kilometer lange teilweise asphaltierte R 21. In Marsassoum endet die R21 zunächst am Soungrougrou, der zusammen mit seiner amphibischen und mit Mangroven bestandenen Uferzone der Weiterfahrt nach Westen zur als Transgambienne bekannten N 4 sowie nach Bignona und Ziguinchor ein 3500 Meter breites Hindernis entgegenstellt. Um die Passage zu ermöglichen, wurde am Westufer im Zuge der R21 ein Straßendamm aufgeschüttet, der 2000 Meter durch das Mangrovengebiet führt und 1000 Meter in das Flussbett hineinreicht. Für die Überquerung der verbleibenden Flussöffnung von 460 Meter steht die Autofähre Bac de Marsassoum zur Verfügung. Am 17. Januar 2022 wurde der Pont de Marsassoum als mautpflichtige Brücke als Ersatz der störanfällig gewordenen Fährverbindung dem Verkehr übergeben.
Der nächste Flughafen ist der Flughafen Ziguinchor, von dem aus Air Sénégal Flüge nach Dakar anbietet. Der nächste internationale Verkehrsflughafen ist Banjul International Airport in Gambia.

## Wirtschaft
Die Menschen leben hauptsächlich von der Landwirtschaft, der Fischerei und kleinen Unternehmen.

### Bildung
Marsassoum hat drei Grundschulen, eine Mittelschule und ein Lycée. Das Lycée öffnete seine Türen im Jahr 2007.

## Persönlichkeiten
- Karamba Diaby (* 1961), deutscher Politiker (SPD) und MdB